# Albizia tanganyicensis
Albizia tanganyicensis är en ärtväxtart som beskrevs av Baker f. Albizia tanganyicensis ingår i släktet Albizia och familjen ärtväxter.

## Underarter
Arten delas in i följande underarter:
- A. t. adamsoniorum
- A. t. tanganyicensis